# Campagne 2010-2012 de l'équipe d'Italie de football
Maillots
L'équipe d'Italie de football participe aux éliminatoires de l'Euro 2012.
Les hommes de Cesare Prandelli ont pour principal objectif de se qualifier pour la 14e édition du Championnat d'Europe de football, qui aura lieu en Pologne et en Ukraine du 9 juin au 1er juillet 2012.

## Saison

### Avant saison
Après l'échec de Marcello Lippi à la Coupe du monde 2010, la Fédération italienne nomme Cesare Prandelli, ancien entraîneur de la Fiorentina, à la tête de la Squadra azzurra. Il a pour missions principales de faire émerger une nouvelle génération et d'obtenir des résultats à l'Euro 2012.
Malgré des difficultés lors des matches amicaux (défaite 0 à 1 face à la Côte d'Ivoire le 10 août 2010 et match nul 1 partout face à la Roumanie le 17 novembre 2010), l'Italie est en bonne posture dans ces éliminatoires et se présente en 2011 avec 10 points engrangés sur 12 possibles

### Résumé de la saison

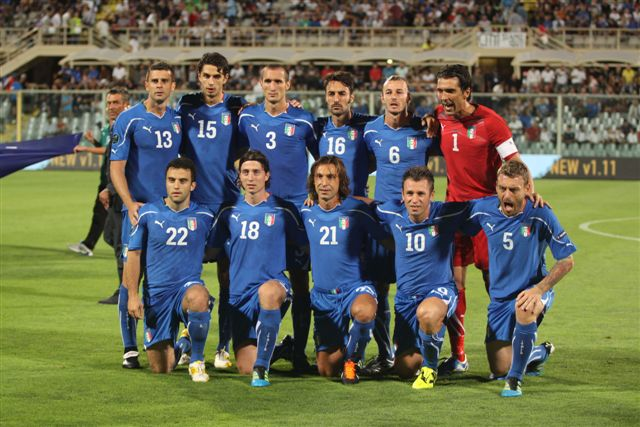
Équipe d'Italie lors du match contre la Slovénie le 6 septembre 2011

Le 10 août 2011, Gianluigi Buffon offre son brassard de capitaine à Antonio Cassano pour le match amical face à l'Espagne (victoire 2-1 de l'Italie) devant le public de sa ville natale Bari.
Le 6 septembre 2011, avec 22 points sur 24 possible, l'Italie devient la quatrième nation à décrocher son billet pour l'Euro 2012 (après l'Ukraine et la Pologne, pays organisateurs, et l'Allemagne quatre jours plus tôt), dans le même temps que l'Espagne, en battant la Slovénie 1 à 0 à Florence.
Alors que Cesare Prandelli semblait avoir constitué son équipe avec comme duo d'attaque Giuseppe Rossi et Antonio Cassano, le premier est victime d'une rupture des ligaments du genou droit tandis que le second fait lui un accident vasculaire cérébral. Ils seront sans doute absents pour l'Euro. Le sélectionneur italien est contraint de revoir ses plans et semble désormais miser sur Mario Balotelli, qui donne enfin des performances à la mesure de son talent à Manchester City malgré toujours de nombreuses frasques extra-sportives, et Giampaolo Pazzini, qui retrouve du temps de jeu à l'Inter Milan avec l'arrivée de Claudio Ranieri, pour dynamiter son attaque. Un nouveau duo qui lui donne satisfaction en marquant tous les deux face à la Pologne en match amical le 11 novembre 2011.

### Évolution du coefficient FIFA
Le tableau ci-dessous présente les coefficients mensuels de l'équipe d'Italie publiés par la FIFA durant l'année 2011.
| 2010 |       |      |      |       |     |      | juil. | août | sept. | oct. | nov. | déc. |
| ---- | ----- | ---- | ---- | ----- | --- | ---- | ----- | ---- | ----- | ---- | ---- | ---- |
| Rang |       |      |      |       |     |      | 8     | 11   | 13    | 16   | 14   | 14   |
| 2011 | janv. | fév. | mars | avril | mai | juin | juil. | août | sept. | oct. | nov. | déc. |
| Rang | 14    | 13   | 11   | 9     | 9   | 6    | 8     | 7    | 6     | 6    | 9    | 9    |
| 2012 | janv. | fév. | mars | avril | mai | juin | juil. | août | sept. | oct. | nov. | déc. |
| Rang | 9     | 8    | 9    | 12    | 12  | 12   | 6     |      |       |      |      |      |

## Les matchs
| Date             | Stade, Ville, Pays                           | Adversaire           | Score | Comp   | Buteurs italiens                                                      |
| 10 août 2010     | Boleyn Ground Londres, Angleterre            | Côte d'Ivoire        | 0 – 1 | Amical |                                                                       |
| 3 septembre 2010 | A. Le Coq Arena Tallinn, Estonie             | Estonie              | 1 – 2 | QCE    | Cassano 60e, Bonucci 63e                                              |
| 7 septembre 2010 | Stade Artemio-Franchi Florence, Italie       | Îles Féroé           | 5 – 0 | QCE    | Gilardino 11e, De Rossi 22e, Cassano 27e, Quagliarella 81e, Pirlo 90e |
| 8 octobre 2010   | Windsor Park Belfast, Irlande du Nord        | Irlande du Nord      | 0 – 0 | QCE    |                                                                       |
| 12 octobre 2010  | Stade Luigi-Ferraris Gênes, Italie           | Serbie               | 3 – 0 | QCE    | Match gagné par forfait donc pas de buteur                            |
| 17 novembre 2010 | Hypo Group Arena Klagenfurt, Autriche        | Roumanie             | 1 – 1 | Amical | Marica 82e (csc)                                                      |
| 9 février 2011   | Signal Iduna Park Dortmund, Allemagne        | Allemagne            | 1 – 1 | Amical | Rossi 81e                                                             |
| 25 mars 2011     | Stadion Stožice Ljubljana, Slovénie          | Slovénie             | 0 – 1 | QCE    | Motta 73e                                                             |
| 29 mars 2011     | Stade Dynamo Lobanovski Kiev, Ukraine        | Ukraine              | 0 – 2 | Amical | Rossi 29e, Matri 81e                                                  |
| 3 juin 2011      | Stade Alberto-Braglia Modène, Italie         | Estonie              | 3 – 0 | QCE    | Rossi 21e, Cassano 39e, Pazzini 68e                                   |
| 7 juin 2011      | Stade de Sclessin Liège, Belgique            | République d'Irlande | 2 – 0 | Amical |                                                                       |
| 10 août 2011     | Stade San Nicola Bari, Italie                | Espagne              | 2 – 1 | Amical | Montolivo 10e, Aquilani 84e                                           |
| 2 septembre 2011 | Tórsvøllur Tórshavn, Îles Féroé              | Îles Féroé           | 0 – 1 | QCE    | Cassano 11e                                                           |
| 6 septembre 2011 | Stade Artemio-Franchi Florence, Italie       | Slovénie             | 1 – 0 | QCE    | Pazzini 85e                                                           |
| 7 octobre 2011   | Stade de l'Étoile rouge Belgrade, Serbie     | Serbie               | 1 – 1 | QCE    | Marchisio 2e                                                          |
| 11 octobre 2011  | Stade Adriatico Pescara, Italie              | Irlande du Nord      | 3 – 0 | QCE    | Cassano 21e 53e, McAuley 74e (csc)                                    |
| 11 novembre 2011 | Stade municipal de Wrocław Wrocław, Pologne  | Pologne              | 0 – 2 | Amical | Balotelli 30e, Pazzini 60e                                            |
| 15 novembre 2011 | Stade olympique de Rome Rome, Italie         | Uruguay              | 0 – 1 | Amical |                                                                       |
| 29 février 2012  | Stade Luigi-Ferraris Gênes, Italie           | États-Unis           | 0 – 1 | Amical |                                                                       |
| 1er juin 2012    | Stade du Letzigrund Zurich, Suisse           | Russie               | 0 – 3 | Amical |                                                                       |
| 10 juin 2012     | PGE Arena Gdańsk Gdańsk, Pologne             | Espagne              | 1 – 1 | Euro   | Di Natale 61e                                                         |
| 14 juin 2012     | Stade municipal de Poznań Poznań, Pologne    | Croatie              | 1 – 1 | Euro   | Pirlo 39e                                                             |
| 18 juin 2012     | Stade municipal de Poznań Poznań, Pologne    | République d'Irlande | 2 – 0 | Euro   | Cassano 35e, Balotelli 90e                                            |
| 24 juin 2012     | Stade olympique de Kiev Kiev, Ukraine        | Angleterre           | 0 – 0 | Euro   |                                                                       |
| 28 juin 2012     | Stade national de Varsovie Varsovie, Pologne | Allemagne            | 1 – 2 | Euro   | Balotelli 20e 36e                                                     |
| 1er juillet 2012 | Stade olympique de Kiev Kiev, Ukraine        | Espagne              | 4 – 0 | Euro   |                                                                       |

### Bilan en cours
| Rang | Équipe | Pts | J  | G  | N | P | Bp | Bc | Diff |
| ---- | ------ | --- | -- | -- | - | - | -- | -- | ---- |
| #    | Italie | 46  | 26 | 13 | 7 | 6 | 34 | 18 | +16  |

## Résultats détaillés
| Match amical                                     | Italie  | 0 – 1   | Côte d'Ivoire | Boleyn Ground Londres, Angleterre                |                                                  |
| 10 août 2010 · 19h45 · Historique des rencontres |         | (0 – 0) | 55e K. Touré  | Spectateurs : 11 176 Arbitrage : Martin Atkinson | Spectateurs : 11 176 Arbitrage : Martin Atkinson |
| 10 août 2010 · 19h45 · Historique des rencontres | Rapport |         |               | Spectateurs : 11 176 Arbitrage : Martin Atkinson | Spectateurs : 11 176 Arbitrage : Martin Atkinson |

| Éliminatoires Euro 2012                              | Estonie    | 1 – 2   | Italie                    | A. Le Coq Arena Tallinn, Estonie                        |                                                         |
| 3 septembre 2010 · 21h30 · Historique des rencontres | Zenjov 31e | (1 – 0) | 60e Cassano · 63e Bonucci | Spectateurs : 8 600 Arbitrage : Carlos Velasco Carballo | Spectateurs : 8 600 Arbitrage : Carlos Velasco Carballo |
| 3 septembre 2010 · 21h30 · Historique des rencontres | Rapport    |         |                           | Spectateurs : 8 600 Arbitrage : Carlos Velasco Carballo | Spectateurs : 8 600 Arbitrage : Carlos Velasco Carballo |

| Éliminatoires Euro 2012                              | Italie                                                                    | 5 – 0   | Îles Féroé | Stade Artemio-Franchi Florence, Italie            |                                                   |
| 7 septembre 2010 · 20h50 · Historique des rencontres | Gilardino 11e · De Rossi 22e · Cassano 27e · Quagliarella 81e · Pirlo 90e | (3 – 0) |            | Spectateurs : 19 266 Arbitrage : Aleksei Kulbakov | Spectateurs : 19 266 Arbitrage : Aleksei Kulbakov |
| 7 septembre 2010 · 20h50 · Historique des rencontres | Rapport                                                                   |         |            | Spectateurs : 19 266 Arbitrage : Aleksei Kulbakov | Spectateurs : 19 266 Arbitrage : Aleksei Kulbakov |

| Éliminatoires Euro 2012                            | Irlande du Nord | 0 – 0   | Italie | Windsor Park Belfast, Irlande du Nord         |                                               |
| 8 octobre 2010 · 19h45 · Historique des rencontres |                 | (0 – 0) |        | Spectateurs : 15 150 Arbitrage : Tony Chapron | Spectateurs : 15 150 Arbitrage : Tony Chapron |
| 8 octobre 2010 · 19h45 · Historique des rencontres | Rapport         |         |        | Spectateurs : 15 150 Arbitrage : Tony Chapron | Spectateurs : 15 150 Arbitrage : Tony Chapron |

| Éliminatoires Euro 2012                             | Italie  | 3 – 0 Par forfait | Serbie | Stade Luigi-Ferraris Gênes, Italie |                           |
| 12 octobre 2010 · 20h50 · Historique des rencontres |         | (0 – 0)           |        | Arbitrage : Craig Thomson          | Arbitrage : Craig Thomson |
| 12 octobre 2010 · 20h50 · Historique des rencontres | Rapport |                   |        | Arbitrage : Craig Thomson          | Arbitrage : Craig Thomson |

| Match amical                                         | Italie           | 1 – 1   | Roumanie   | Hypo Group Arena Klagenfurt, Autriche             |                                                   |
| 17 novembre 2010 · 20h30 · Historique des rencontres | Marica 82e (csc) | (0 – 1) | 34e Marica | Spectateurs : 14 000 Arbitrage : Thomas Einwaller | Spectateurs : 14 000 Arbitrage : Thomas Einwaller |
| 17 novembre 2010 · 20h30 · Historique des rencontres | Rapport          |         |            | Spectateurs : 14 000 Arbitrage : Thomas Einwaller | Spectateurs : 14 000 Arbitrage : Thomas Einwaller |

| Match amical                                       | Allemagne | 1 – 1   | Italie    | Signal Iduna Park Dortmund, Allemagne           |                                                 |
| 9 février 2011 · 20h45 · Historique des rencontres | Klose 17e | (1 – 0) | 81e Rossi | Spectateurs : 60 196 Arbitrage : Eric Braamhaar | Spectateurs : 60 196 Arbitrage : Eric Braamhaar |
| 9 février 2011 · 20h45 · Historique des rencontres | Rapport   |         |           | Spectateurs : 60 196 Arbitrage : Eric Braamhaar | Spectateurs : 60 196 Arbitrage : Eric Braamhaar |

| Éliminatoires Euro 2012                          | Slovénie | 0 – 1   | Italie    | Stadion Stožice Ljubljana, Slovénie          |                                              |
| 25 mars 2011 · 20h45 · Historique des rencontres |          | (0 – 0) | 73e Motta | Spectateurs : 16 155 Arbitrage : Felix Brych | Spectateurs : 16 155 Arbitrage : Felix Brych |
| 25 mars 2011 · 20h45 · Historique des rencontres | Rapport  |         |           | Spectateurs : 16 155 Arbitrage : Felix Brych | Spectateurs : 16 155 Arbitrage : Felix Brych |

| Match amical                                     | Ukraine | 0 – 2   | Italie                             | Stade Dynamo Lobanovski Kiev, Ukraine             |                                                   |
| 29 mars 2011 · 20h45 · Historique des rencontres |         | (0 – 1) | 29e Rossi · 81e Matri · 74e Astori | Spectateurs : 14 000 Arbitrage : Aleksey Nikolaev | Spectateurs : 14 000 Arbitrage : Aleksey Nikolaev |
| 29 mars 2011 · 20h45 · Historique des rencontres | Rapport |         |                                    | Spectateurs : 14 000 Arbitrage : Aleksey Nikolaev | Spectateurs : 14 000 Arbitrage : Aleksey Nikolaev |

| Éliminatoires Euro 2012                         | Italie                                | 3 – 0   | Estonie | Stade Alberto-Braglia Modène, Italie             |                                                  |
| 3 juin 2011 · 20h45 · Historique des rencontres | Rossi 21e · Cassano 39e · Pazzini 68e | (2 – 0) |         | Spectateurs : 19 434 Arbitrage : Alexandru Tudor | Spectateurs : 19 434 Arbitrage : Alexandru Tudor |
| 3 juin 2011 · 20h45 · Historique des rencontres | Rapport                               |         |         | Spectateurs : 19 434 Arbitrage : Alexandru Tudor | Spectateurs : 19 434 Arbitrage : Alexandru Tudor |

| Match amical                                    | Irlande               | 2 – 0   | Italie | Stade de Sclessin Liège, Belgique               |                                                 |
| 7 juin 2011 · 20h45 · Historique des rencontres | Andrews 36e · Cox 90e | (1 – 0) |        | Spectateurs : 21 516 Arbitrage : Serge Gumienny | Spectateurs : 21 516 Arbitrage : Serge Gumienny |
| 7 juin 2011 · 20h45 · Historique des rencontres | Rapport               |         |        | Spectateurs : 21 516 Arbitrage : Serge Gumienny | Spectateurs : 21 516 Arbitrage : Serge Gumienny |

| Match amical                                     | Italie                       | 2 – 1   | Espagne           | Stade San Nicola Bari, Italie                |                                              |
| 10 août 2011 · 20h45 · Historique des rencontres | Montolivo 10e · Aquilani 84e | (1 – 1) | 36e (pen.) Alonso | Spectateurs : 49 523 Arbitrage : Felix Brych | Spectateurs : 49 523 Arbitrage : Felix Brych |
| 10 août 2011 · 20h45 · Historique des rencontres | Rapport                      |         |                   | Spectateurs : 49 523 Arbitrage : Felix Brych | Spectateurs : 49 523 Arbitrage : Felix Brych |

| Éliminatoires Euro 2012                              | Îles Féroé | 0 – 1   | Italie      | Tórsvøllur Tórshavn, Îles Féroé              |                                              |
| 2 septembre 2011 · 19h45 · Historique des rencontres |            | (0 – 1) | 11e Cassano | Spectateurs : 2 501 Arbitrage : Tamás Bognár | Spectateurs : 2 501 Arbitrage : Tamás Bognár |
| 2 septembre 2011 · 19h45 · Historique des rencontres | Rapport    |         |             | Spectateurs : 2 501 Arbitrage : Tamás Bognár | Spectateurs : 2 501 Arbitrage : Tamás Bognár |

| Éliminatoires Euro 2012                              | Italie      | 1 – 0   | Slovénie | Stade Artemio-Franchi Florence, Italie             |                                                    |
| 6 septembre 2011 · 20h45 · Historique des rencontres | Pazzini 85e | (0 – 0) |          | Spectateurs : 18 000 Arbitrage : Svein Oddvar Moen | Spectateurs : 18 000 Arbitrage : Svein Oddvar Moen |
| 6 septembre 2011 · 20h45 · Historique des rencontres | Rapport     |         |          | Spectateurs : 18 000 Arbitrage : Svein Oddvar Moen | Spectateurs : 18 000 Arbitrage : Svein Oddvar Moen |

| Éliminatoires Euro 2012                            | Serbie       | 1 – 1   | Italie       | Stade de l'Étoile rouge Belgrade, Serbie       |                                                |
| 7 octobre 2011 · 20h45 · Historique des rencontres | Ivanović 26e | (1 – 1) | 2e Marchisio | Spectateurs : 30 000 Arbitrage : Pedro Proença | Spectateurs : 30 000 Arbitrage : Pedro Proença |
| 7 octobre 2011 · 20h45 · Historique des rencontres | Rapport      |         |              | Spectateurs : 30 000 Arbitrage : Pedro Proença | Spectateurs : 30 000 Arbitrage : Pedro Proença |

| Éliminatoires Euro 2012                             | Italie                              | 3 – 0   | Irlande du Nord | Stade Adriatico Pescara, Italie                      |                                                      |
| 11 octobre 2011 · 20h45 · Historique des rencontres | Cassano 21e 53e · McAuley 74e (csc) | (1 – 0) |                 | Spectateurs : 19 480 Arbitrage : Antonio Mateu Lahoz | Spectateurs : 19 480 Arbitrage : Antonio Mateu Lahoz |
| 11 octobre 2011 · 20h45 · Historique des rencontres | Rapport                             |         |                 | Spectateurs : 19 480 Arbitrage : Antonio Mateu Lahoz | Spectateurs : 19 480 Arbitrage : Antonio Mateu Lahoz |

| Match amical                                         | Pologne | 0 – 2   | Italie                      | Stade municipal de Wrocław Wrocław, Pologne      |                                                  |
| 11 novembre 2011 · 20h45 · Historique des rencontres |         | (0 – 1) | 30e Balotelli · 60e Pazzini | Spectateurs : 30 000 Arbitrage : Laurent Duhamel | Spectateurs : 30 000 Arbitrage : Laurent Duhamel |
| 11 novembre 2011 · 20h45 · Historique des rencontres | Rapport |         |                             | Spectateurs : 30 000 Arbitrage : Laurent Duhamel | Spectateurs : 30 000 Arbitrage : Laurent Duhamel |

| Match amical                                         | Italie  | 0 – 1   | Uruguay      | Stade olympique de Rome Rome, Italie          |                                               |
| 15 novembre 2011 · 20h45 · Historique des rencontres |         | (0 – 1) | 3e Fernández | Spectateurs : 35 000 Arbitrage : Duarte Gomes | Spectateurs : 35 000 Arbitrage : Duarte Gomes |
| 15 novembre 2011 · 20h45 · Historique des rencontres | Rapport |         |              | Spectateurs : 35 000 Arbitrage : Duarte Gomes | Spectateurs : 35 000 Arbitrage : Duarte Gomes |

| Match amical                                        | Italie  | 0 – 1   | États-Unis  | Stade Luigi-Ferraris Gênes, Italie             |                                                |
| 29 février 2012 · 20h45 · Historique des rencontres |         | (0 – 0) | 55e Dempsey | Spectateurs : 15 000 Arbitrage : Fırat Aydınus | Spectateurs : 15 000 Arbitrage : Fırat Aydınus |
| 29 février 2012 · 20h45 · Historique des rencontres | Rapport |         |             | Spectateurs : 15 000 Arbitrage : Fırat Aydınus | Spectateurs : 15 000 Arbitrage : Fırat Aydınus |

| Match amical                                      | Italie  | 0 – 3   | Russie                          | Stade du Letzigrund Zurich, Suisse             |                                                |
| 1er juin 2012 · 20h45 · Historique des rencontres |         | (0 – 0) | 60e Kerjakov · 75e 89e Chirokov | Spectateurs : 19 032 Arbitrage : Nikolaj Hänni | Spectateurs : 19 032 Arbitrage : Nikolaj Hänni |
| 1er juin 2012 · 20h45 · Historique des rencontres | Rapport |         |                                 | Spectateurs : 19 032 Arbitrage : Nikolaj Hänni | Spectateurs : 19 032 Arbitrage : Nikolaj Hänni |

| Euro 2012, Groupe C                              | Espagne      | 1 – 1   | Italie        | PGE Arena Gdańsk Gdańsk, Pologne               |                                                |
| 10 juin 2012 · 18h00 · Historique des rencontres | Fàbregas 64e | (0 – 0) | 61e Di Natale | Spectateurs : 38 869 Arbitrage : Viktor Kassai | Spectateurs : 38 869 Arbitrage : Viktor Kassai |
| 10 juin 2012 · 18h00 · Historique des rencontres | Rapport      |         |               | Spectateurs : 38 869 Arbitrage : Viktor Kassai | Spectateurs : 38 869 Arbitrage : Viktor Kassai |

| Euro 2012, Groupe C                              | Italie    | 1 – 1   | Croatie       | Stade municipal de Poznań Poznań, Pologne    |                                              |
| 14 juin 2012 · 18h00 · Historique des rencontres | Pirlo 39e | (1 – 0) | 72e Mandžukić | Spectateurs : 37 096 Arbitrage : Howard Webb | Spectateurs : 37 096 Arbitrage : Howard Webb |
| 14 juin 2012 · 18h00 · Historique des rencontres | Rapport   |         |               | Spectateurs : 37 096 Arbitrage : Howard Webb | Spectateurs : 37 096 Arbitrage : Howard Webb |

| Euro 2012, Groupe C                              | Italie                      | 2 – 0   | Irlande    | Stade municipal de Poznań Poznań, Pologne     |                                               |
| 18 juin 2012 · 20h45 · Historique des rencontres | Cassano 35e · Balotelli 90e | (1 – 0) | 89eAndrews | Spectateurs : 38 794 Arbitrage : Cüneyt Çakır | Spectateurs : 38 794 Arbitrage : Cüneyt Çakır |
| 18 juin 2012 · 20h45 · Historique des rencontres | Rapport                     |         |            | Spectateurs : 38 794 Arbitrage : Cüneyt Çakır | Spectateurs : 38 794 Arbitrage : Cüneyt Çakır |

| Euro 2012, Quart-de-finale                       | Angleterre                         | 0 – 0 a.p.        | Italie                                              | Stade olympique de Kiev Kiev, Ukraine          |                                                |
| 24 juin 2012 · 20h45 · Historique des rencontres |                                    | (0 – 0)           |                                                     | Spectateurs : 64 340 Arbitrage : Pedro Proença | Spectateurs : 64 340 Arbitrage : Pedro Proença |
| 24 juin 2012 · 20h45 · Historique des rencontres | Rapport                            |                   |                                                     | Spectateurs : 64 340 Arbitrage : Pedro Proença | Spectateurs : 64 340 Arbitrage : Pedro Proença |
| 24 juin 2012 · 20h45 · Historique des rencontres | Gerrard · Rooney · Young · A. Cole | Tirs au but 2 – 4 | Balotelli · Montolivo · Pirlo · Nocerino · Diamanti | Spectateurs : 64 340 Arbitrage : Pedro Proença | Spectateurs : 64 340 Arbitrage : Pedro Proença |

| Euro 2012, Demi-finale                           | Allemagne  | 1 – 2   | Italie            | Stade national Varsovie, Pologne                 |                                                  |
| 28 juin 2012 · 20h45 · Historique des rencontres | Özil 90+2e | (0 – 2) | 20e 36e Balotelli | Spectateurs : 55 540 Arbitrage : Stéphane Lannoy | Spectateurs : 55 540 Arbitrage : Stéphane Lannoy |
| 28 juin 2012 · 20h45 · Historique des rencontres | Rapport    |         |                   | Spectateurs : 55 540 Arbitrage : Stéphane Lannoy | Spectateurs : 55 540 Arbitrage : Stéphane Lannoy |

| Euro 2012, Finale                                    | Espagne                                      | 4 – 0   | Italie | Stade olympique de Kiev Kiev, Ukraine          |                                                |
| 1er juillet 2012 · 20h45 · Historique des rencontres | Silva 14e · Alba 41e · Torres 84e · Mata 88e | (2 – 0) |        | Spectateurs : 63 170 Arbitrage : Pedro Proença | Spectateurs : 63 170 Arbitrage : Pedro Proença |
| 1er juillet 2012 · 20h45 · Historique des rencontres | Rapport                                      |         |        | Spectateurs : 63 170 Arbitrage : Pedro Proença | Spectateurs : 63 170 Arbitrage : Pedro Proença |

## Joueurs
| Joueurs                                                                |    |    |    |    |   |    |    |    |    |    |    |    |    |    |    |    |    |    |    |    |    |    |    |     |    |    |
| Gardiens de but                                                        |    |    |    |    |   |    |    |    |    |    |    |    |    |    |    |    |    |    |    |    |    |    |    |     |    |    |
| Salvatore Sirigu (US Palerme, puis Paris SG)                           | 90 | 90 |    |    |   |    |    |    |    |    |    |    |    |    |    |    |    |    |    |    |    |    |    |     |    |    |
| Emiliano Viviano (Bologne, puis Inter Milan)                           |    |    | 90 | 90 | 6 | 90 |    |    | 90 |    | 90 |    |    |    |    |    |    |    |    |    |    |    |    |     |    |    |
| Gianluigi Buffon (Juventus)                                            |    |    |    |    |   |    | 90 | 90 |    | 90 |    | 90 | 90 | 90 | 90 | 76 | 90 | 90 | 90 | 45 | 90 | 90 | 90 | 120 | 90 | 90 |
| Morgan De Sanctis (SSC Naples)                                         |    |    |    |    |   |    |    |    |    |    |    |    |    |    |    | 14 |    |    |    | 45 |    |    |    |     |    |    |
| Défenseurs                                                             |    |    |    |    |   |    |    |    |    |    |    |    |    |    |    |    |    |    |    |    |    |    |    |     |    |    |
| Giorgio Chiellini (Juventus)                                           | 90 | 90 | 90 | 90 | 6 |    | 78 | 90 | 18 | 90 | 90 | 90 | 90 | 90 | 90 | 90 | 90 | 90 | 45 |    | 90 | 90 | 57 |     | 90 | 21 |
| Leonardo Bonucci (Juventus)                                            | 90 | 90 | 90 | 90 | 6 | 90 | 90 | 90 | 14 |    |    | 13 |    |    | 90 |    |    |    |    | 90 | 90 | 90 | 33 | 120 | 90 | 90 |
| Cristian Molinaro (VfB Stuttgart)                                      | 90 | 90 |    |    |   |    |    |    |    |    |    |    |    |    |    |    |    |    |    |    |    |    |    |     |    |    |
| Marco Motta (Juventus)                                                 | 70 |    |    |    |   |    |    |    |    |    |    |    |    |    |    |    |    |    |    |    |    |    |    |     |    |    |
| Mattia Cassani (US Palerme, puis Fiorentina)                           | 20 | 90 |    | 90 |   | 30 | 55 |    |    |    | 90 |    |    | 90 |    | 90 |    |    |    |    |    |    |    |     |    |    |
| Luca Antonelli (Parme FC, puis Genoa CFC)                              |    | 10 | 90 |    |   |    |    |    |    |    |    |    |    |    |    |    |    |    |    |    |    |    |    |     |    |    |
| Lorenzo De Silvestri (Fiorentina)                                      |    |    | 90 |    |   |    |    |    |    |    |    |    |    |    |    |    |    |    |    |    |    |    |    |     |    |    |
| Domenico Criscito (Genoa CFC, puis Zénith Saint-Pétersbourg)           |    |    |    | 90 | 6 |    | 12 |    | 90 |    | 66 | 90 | 90 |    |    |    | 77 |    | 45 |    |    |    |    |     |    |    |
| Gianluca Zambrotta (Milan AC)                                          |    |    |    |    | 6 |    |    |    |    |    |    |    |    |    |    |    |    |    |    |    |    |    |    |     |    |    |
| Andrea Ranocchia (Genoa CFC, puis Inter Milan)                         |    |    |    |    |   | 90 | 90 |    |    | 90 |    | 77 | 90 | 90 |    |    | 90 | 90 |    |    |    |    |    |     |    |    |
| Federico Balzaretti (US Palerme)                                       |    |    |    |    |   | 90 |    | 90 |    | 90 | 34 |    |    | 90 |    | 90 |    | 90 |    | 54 |    |    | 90 | 120 | 90 | 69 |
| Davide Santon (Inter Milan, puis AS Cesena, puis Newcastle United)     |    |    |    |    |   | 60 |    |    | 45 |    |    |    |    |    |    |    |    |    |    |    |    |    |    |     |    |    |
| Christian Maggio (SSC Naples)                                          |    |    |    |    |   |    | 35 | 90 | 45 | 90 |    | 90 | 90 |    | 90 |    |    | 90 | 71 | 90 | 90 | 90 |    | 30  |    |    |
| Daniele Gastaldello (Sampdoria)                                        |    |    |    |    |   |    |    |    | 90 |    |    |    |    |    |    |    |    |    |    |    |    |    |    |     |    |    |
| Davide Astori (Cagliari)                                               |    |    |    |    |   |    |    |    | 56 |    |    |    |    |    |    |    |    |    |    |    |    |    |    |     |    |    |
| Alessandro Gamberini (Fiorentina)                                      |    |    |    |    |   |    |    |    |    |    | 90 |    |    |    |    |    |    |    |    |    |    |    |    |     |    |    |
| Andrea Barzagli (VfL Wolfsburg, puis Juventus)                         |    |    |    |    |   |    |    |    |    |    |    |    |    |    | 90 | 90 |    |    | 90 | 90 |    |    | 90 | 120 | 90 | 90 |
| Ignazio Abate (Mian AC)                                                |    |    |    |    |   |    |    |    |    |    |    |    |    |    |    |    | 90 |    | 19 |    |    |    | 90 | 90  |    | 90 |
| Angelo Ogbonna (Torino)                                                |    |    |    |    |   |    |    |    |    |    |    |    |    |    |    |    | 13 |    | 90 | 36 |    |    |    |     |    |    |
| Milieux                                                                |    |    |    |    |   |    |    |    |    |    |    |    |    |    |    |    |    |    |    |    |    |    |    |     |    |    |
| Daniele De Rossi (AS Rome)                                             | 90 | 90 | 76 | 90 |   | 45 | 90 |    |    |    |    | 65 | 90 | 90 | 90 | 90 | 45 | 90 | 19 | 61 | 90 | 90 | 90 | 80  | 90 | 90 |
| Angelo Palombo (Sampdoria)                                             | 81 | 15 | 14 |    | 6 |    |    |    |    |    | 45 |    |    |    |    |    |    |    |    |    |    |    |    |     |    |    |
| Simone Pepe (Juventus)                                                 | 74 | 60 |    | 84 |   |    |    |    |    |    |    |    |    |    |    |    | 45 | 45 |    |    |    |    |    |     |    |    |
| Claudio Marchisio (Juventus)                                           | 16 |    |    | 11 | 6 |    |    | 3  | 88 | 90 | 90 | 43 |    | 45 | 70 |    | 62 | 82 | 71 | 90 | 90 | 90 | 90 | 120 | 90 | 90 |
| Riccardo Montolivo (Fiorentina)                                        | 9  | 75 | 90 |    |   |    | 90 | 87 | 90 | 90 | 90 | 74 | 90 | 76 | 82 | 90 | 28 | 45 | 45 | 61 |    | 28 |    | 120 | 64 | 57 |
| Andrea Pirlo (Milan AC, puis Juventus)                                 |    | 90 | 90 | 90 | 6 | 45 |    |    |    | 90 | 45 | 90 | 90 | 90 | 90 | 90 | 45 | 90 | 90 | 69 | 90 | 90 | 90 | 120 | 90 | 90 |
| Stefano Mauri (Lazio Rome)                                             |    |    |    | 79 | 6 | 90 | 74 | 63 |    |    |    |    |    |    |    |    |    |    |    |    |    |    |    |     |    |    |
| Alberto Aquilani (Juventus, puis Milan AC)                             |    |    |    |    |   | 90 | 27 | 90 | 45 | 24 |    | 25 | 17 |    | 8  | 68 | 62 |    |    |    |    |    |    |     |    |    |
| Cristian Ledesma (Lazio Rome)                                          |    |    |    |    |   | 45 |    |    |    |    |    |    |    |    |    |    |    |    |    |    |    |    |    |     |    |    |
| Thiago Motta (Inter Milan)                                             |    |    |    |    |   |    | 63 | 90 |    |    |    | 47 | 73 | 45 |    |    | 45 |    | 58 | 29 | 90 | 62 | 90 |     | 26 | 5  |
| Antonio Nocerino (US Palerme, puis Milan AC)                           |    |    |    |    |   |    |    | 27 | 90 | 66 | 59 | 16 |    |    | 20 | 22 | 28 |    | 45 | 29 | 0  |    |    | 40  |    |    |
| Marco Parolo (AS Cesena)                                               |    |    |    |    |   |    |    |    | 2  |    |    |    |    |    |    |    |    |    |    |    |    |    |    |     |    |    |
| Attaquants                                                             |    |    |    |    |   |    |    |    |    |    |    |    |    |    |    |    |    |    |    |    |    |    |    |     |    |    |
| Antonio Cassano (Sampdoria, puis Milan AC)                             | 70 | 80 | 90 | 90 | 6 |    | 45 | 74 |    | 65 |    | 59 | 85 | 61 | 67 | 56 |    |    |    | 68 | 65 | 83 | 63 | 78  | 58 | 45 |
| Mario Balotelli (Manchester City)                                      | 59 |    |    |    |   | 60 |    |    |    |    |    | 31 | 5  | 14 |    |    | 90 | 90 |    | 90 | 56 | 69 | 16 | 120 | 70 | 90 |
| Amauri (Juventus, puis Parme FC)                                       | 59 |    |    |    |   |    |    |    |    |    |    |    |    |    |    |    |    |    |    |    |    |    |    |     |    |    |
| Fabio Quagliarella (Juventus)                                          | 31 | 30 | 31 |    |   | 30 |    |    |    |    |    |    |    |    |    |    |    |    |    |    |    |    |    |     |    |    |
| Marco Borriello (AS Rome)                                              | 31 |    |    | 74 |   |    | 45 |    |    |    |    |    |    |    |    |    |    |    |    |    |    |    |    |     |    |    |
| Giuseppe Rossi (Villarreal CF)                                         | 20 |    | 59 | 6  |   | 45 | 45 | 16 | 62 | 79 | 45 | 59 | 59 | 90 | 90 |    |    |    |    |    |    |    |    |     |    |    |
| Giampaolo Pazzini (Sampdoria, puis Inter Milan)                        |    | 90 | 31 | 16 | 6 | 10 | 45 | 90 |    | 25 | 58 | 31 | 31 | 29 |    |    | 62 | 8  | 32 |    |    |    |    |     |    |    |
| Alberto Gilardino (Fiorentina)                                         |    |    | 59 |    |   | 45 |    |    | 76 |    | 32 |    |    |    |    |    |    |    |    |    |    |    |    |     |    |    |
| Alessandro Diamanti (Brescia Calcio, puis Bologne)                     |    |    |    |    |   | 45 |    |    |    |    |    |    |    |    |    |    |    |    |    |    |    |    | 27 | 42  | 32 |    |
| Sebastian Giovinco (Parme FC)                                          |    |    |    |    |   |    | 16 |    | 45 | 11 | 31 |    |    |    | 23 | 90 |    |    | 90 | 22 | 25 | 7  |    |     |    |    |
| Alessandro Matri (Cagliari Calcio, puis Juventus)                      |    |    |    |    |   |    |    |    | 28 |    | 45 |    |    |    |    |    | 28 | 25 | 58 |    |    |    |    |     |    |    |
| Pablo Osvaldo (RCD Espanyol, puis AS Rome)                             |    |    |    |    |   |    |    |    |    |    |    |    |    |    |    | 34 |    | 65 |    |    |    |    |    |     |    |    |
| Fabio Borini (Chelsea, puis Swansea City, puis Parme FC, puis AS Rome) |    |    |    |    |   |    |    |    |    |    |    |    |    |    |    |    |    |    | 32 |    |    |    |    |     |    |    |
| Antonio Di Natale (Udinese Calcio)                                     |    |    |    |    |   |    |    |    |    |    |    |    |    |    |    |    |    |    |    | 21 | 34 | 21 | 74 |     | 20 | 45 |
| Emanuele Giaccherini (AC Cesena, puis Juventus)                        |    |    |    |    |   |    |    |    |    |    |    |    |    |    |    |    |    |    |    |    | 90 | 90 |    |     |    |    |

## Buteurs
7              

Antonio Cassano (Estonie 2, Îles Féroé 2, Irlande du Nord 2, Irlande)
4        

Mario Balotelli (Pologne, Irlande, Allemagne x2)
3      

Giuseppe Rossi (Allemagne, Ukraine, Estonie)

Giampaolo Pazzini (Estonie, Slovénie, Pologne)
2    

Andrea Pirlo (Îles Féroé, Croatie)
1  

Leonardo Bonucci (Estonie)

Alberto Gilardino (Îles Féroé)

Daniele De Rossi (Îles Féroé)

Fabio Quagliarella (Îles Féroé)

Thiago Motta (Slovénie)

Alessandro Matri (Ukraine)

Riccardo Montolivo (Espagne)

Alberto Aquilani (Espagne)

Claudio Marchisio (Serbie)

Antonio Di Natale (Espagne)